# 1795 aux échecs
| Années des échecs : 1792 - 1793 - 1794 - 1795 - 1796 - 1797 - 1798    |
| Décennies des échecs : 1760 - 1770 - 1780 - 1790 - 1800 - 1810 - 1820 |

Cet article présente les faits marquants de l'année 1795 aux échecs.

## Matchs amicaux
Le 5 juillet, Philidor donne sa dernière séance de parties à l’aveugle au London Chess Club. Il s’agit de sa dernière séance de parties. Il mourra quelques semaines plus tard.

## Divers
- Publication du livre du fort joueur Johann Baptist Allgaier, ‘’Neue theoretisch-praktische Anweisung zum Schachspiel’’.

## Naissances
- 27 juillet : Ludwig Bledow, fort joueur allemand, fondateur de la revue (de) Schachzeitung der Berliner Schachgesellschaft et membre de la Pléiade berlinoise.
- Né en 1795 ou 1797 : Louis-Charles Mahé de La Bourdonnais, un des meilleurs joueurs de son époque. L’année de naissance est une année probable[2] (né en 1795 ou d'après certaines sources[3],[4],[5] en 1797) sur l'île de La Réunion[Note 1].

## Nécrologie
- 31 août : Philidor, en Angleterre.